# Cleistanthus
Genre
Cleistanthus est un genre de plantes à fleurs de la famille des Phyllanthaceae.

## Liste des espèces, sous-espèces et variétés
Selon BioLib (24 juillet 2017) :
- Cleistanthus micranthus Croizat

Selon Catalogue of Life (24 juillet 2017) :
- Cleistanthus acuminatus (Thwaites) Müll.Arg.
- Cleistanthus andamanicus N.Balach., Gastmans & Chakrab.
- Cleistanthus angustifolius Merr.
- Cleistanthus annamensis Gagnep.
- Cleistanthus apodus Benth.
- Cleistanthus bakonensis Airy Shaw
- Cleistanthus balakrishnanii Chakrab.
- Cleistanthus bambidianus Breteler
- Cleistanthus baramicus Jabl.
- Cleistanthus beccarianus Jabl.
- Cleistanthus bipindensis Pax
- Cleistanthus boivinianus (Baill.) Müll.Arg.
- Cleistanthus bracteosus Jabl.
- Cleistanthus brideliifolius C.B.Rob.
- Cleistanthus capuronii Leandri
- Cleistanthus carolinianus Jabl.
- Cleistanthus caudatus Pax
- Cleistanthus celebicus Jabl.
- Cleistanthus chlorocarpus Airy Shaw
- Cleistanthus collinus (Roxb.) Benth. ex Hook.f.
- Cleistanthus concinnus Croizat
- Cleistanthus contractus Airy Shaw
- Cleistanthus coriaceus Airy Shaw
- Cleistanthus cunninghamii (Müll.Arg.) Müll.Arg.
- Cleistanthus curtisii Jabl.
- Cleistanthus dallachyanus (Baill.) Benth.
- Cleistanthus decurrens Hook.f.
- Cleistanthus denudatus Airy Shaw
- Cleistanthus discolor Summerh.
- Cleistanthus diversifolius (Roxb.) Müll.Arg.
- Cleistanthus dolichophyllus Airy Shaw
- Cleistanthus duvipermaniorum J.Léonard
- Cleistanthus eberhardtii (Gagnep.) Croizat
- Cleistanthus ellipticus Hook.f.
- Cleistanthus elongatus Jabl.
- Cleistanthus erycibifolius Airy Shaw
- Cleistanthus everettii C.B.Rob.
- Cleistanthus evrardii J.Léonard
- Cleistanthus ferrugineus (Thwaites) Müll.Arg.
- Cleistanthus flavescens Jabl.
- Cleistanthus floricola Airy Shaw
- Cleistanthus gabonensis Hutch.
- Cleistanthus glaber Airy Shaw
- Cleistanthus glabratus Jabl.
- Cleistanthus glandulosus Jabl.
- Cleistanthus gracilis Hook.f.
- Cleistanthus helferi Hook.f.
- Cleistanthus hirsutopetalus Gage
- Cleistanthus hirsutulus Hook.f.
- Cleistanthus hylandii Airy Shaw
- Cleistanthus indochinensis Merr. ex Croizat
- Cleistanthus inglorius Airy Shaw
- Cleistanthus insignis Airy Shaw
- Cleistanthus insularis Kaneh.
- Cleistanthus inundatus J.Léonard
- Cleistanthus isabellinus Elmer
- Cleistanthus itsoghensis Pellegr.
- Cleistanthus jacobsianus Airy Shaw
- Cleistanthus kingii Jabl.
- Cleistanthus kwangensis J.Léonard
- Cleistanthus langkawiensis Airy Shaw
- Cleistanthus lanuginosus Jabl.
- Cleistanthus letouzeyi J.Léonard
- Cleistanthus libericus N.E.Br.
- Cleistanthus longinervis Airy Shaw
- Cleistanthus macrophyllus Hook.f.
- Cleistanthus maingayi Hook.f.
- Cleistanthus major Airy Shaw
- Cleistanthus malabaricus (Müll.Arg.) Müll.Arg.
- Cleistanthus malaccensis Hook.f.
- Cleistanthus meeboldii Jabl.
- Cleistanthus megacarpus C.B.Rob.
- Cleistanthus membranaceus Hook.f.
- Cleistanthus micranthus Croizat
- Cleistanthus monoicus (Lour.) Müll.Arg.
- Cleistanthus morii Kaneh.
- Cleistanthus namatanaiensis Jabl.
- Cleistanthus ngounyensis Pellegr.
- Cleistanthus nitidus Hook.f.
- Cleistanthus normanbyanus Airy Shaw
- Cleistanthus oblongatus Airy Shaw
- Cleistanthus oblongifolius (Roxb.) Müll.Arg.
- Cleistanthus occidentalis (Leandri) Leandri
- Cleistanthus pallidus (Thwaites) Müll.Arg.
- Cleistanthus papuanus (Lauterb.) Jabl.
- Cleistanthus papyraceus Airy Shaw
- Cleistanthus parvifolius Hook.f.
- Cleistanthus patulus (Roxb.) Müll.Arg.
- Cleistanthus paxii Jabl.
- Cleistanthus pedicellatus Hook.f.
- Cleistanthus peninsularis Airy Shaw & B.Hyland
- Cleistanthus perrieri Leandri
- Cleistanthus petelotii Merr. ex Croizat
- Cleistanthus pierlotii J.Léonard
- Cleistanthus pierrei (Gagnep.) Croizat
- Cleistanthus pilosus C.B.Rob.
- Cleistanthus podocarpus Hook.f.
- Cleistanthus podopyxis Airy Shaw
- Cleistanthus polyneurus Airy Shaw
- Cleistanthus polyphyllus F.N.Williams
- Cleistanthus polystachyus Hook.f. ex Planch.
- Cleistanthus praetermissus Gage
- Cleistanthus pseudopallidus Jabl.
- Cleistanthus pseudopodocarpus Jabl.
- Cleistanthus pubens Airy Shaw
- Cleistanthus pyrrhocarpus Airy Shaw
- Cleistanthus ripicola J.Léonard
- Cleistanthus robinsonii Elmer
- Cleistanthus robustus (Thwaites) Müll.Arg.
- Cleistanthus rotundatus Jabl.
- Cleistanthus rufescens Jabl.
- Cleistanthus rufus (Hook.f.) Gehrm.
- Cleistanthus salicifolius Airy Shaw
- Cleistanthus sankunnianus Sivar. & Balach.
- Cleistanthus sarawakensis Jabl.
- Cleistanthus schlechteri (Pax) Hutch.
- Cleistanthus semiopacus F.Muell. ex Benth.
- Cleistanthus stenonia (Baill.) Jabl.
- Cleistanthus stenophyllus Kurz
- Cleistanthus stipitatus (Baill.) Müll.Arg.
- Cleistanthus stipularis (Müll.Arg.) Müll.Arg.
- Cleistanthus striatus Airy Shaw
- Cleistanthus suarezensis Leandri
- Cleistanthus sumatranus (Miq.) Müll.Arg.
- Cleistanthus tenerifolius Airy Shaw
- Cleistanthus tomentosus Hance
- Cleistanthus tonkinensis Jabl.
- Cleistanthus travancorensis Jabl.
- Cleistanthus venosus C.B.Rob.
- Cleistanthus vestitus Jabl.
- Cleistanthus winkleri Jabl.
- Cleistanthus xanthopus Airy Shaw
- Cleistanthus xerophilus Domin
- Cleistanthus zenkeri Jabl.

Selon GRIN (24 juillet 2017) :
- Cleistanthus collinus (Roxb.) Hook. f.
- Cleistanthus monoicus (Lour.) Müll. Arg.

Selon ITIS (24 juillet 2017) :
- Cleistanthus carolinianus Jabl.
- Cleistanthus insularis Kaneh.
- Cleistanthus morii Kaneh.

Selon World Checklist of Selected Plant Families (WCSP) (24 juillet 2017) :
- Cleistanthus acuminatus (Thwaites) Müll.Arg. (1866)
- Cleistanthus andamanicus N.Balach., Gastmans & Chakrab. (2010)
- Cleistanthus angustifolius Merr., Philipp. J. Sci. (1912 publ. 1913)
- Cleistanthus annamensis Gagnep. (1925)
- Cleistanthus apodus Benth. (1873)
- Cleistanthus bakonensis Airy Shaw (1968)
- Cleistanthus balakrishnanii Chakrab. (1984)
- Cleistanthus bambidianus Breteler, Adansonia, sér. 3 (2011)
- Cleistanthus baramicus Jabl. (1915)
- Cleistanthus beccarianus Jabl. (1915)
- Cleistanthus bipindensis Pax (1903)
- Cleistanthus boivinianus (Baill.) Müll.Arg. (1866)
- Cleistanthus bracteosus Jabl. (1915)
- Cleistanthus brideliifolius C.B.Rob., Philipp. J. Sci. (1908)
  - variété Cleistanthus brideliifolius var. brideliifolius
  - variété Cleistanthus brideliifolius var. calcicola Airy Shaw (1978)
- Cleistanthus capuronii Leandri (1957)
- Cleistanthus carolinianus Jabl. (1915)
- Cleistanthus caudatus Pax, Ann. Mus. Congo Belge, Bot., sér. 2 (1899)
- Cleistanthus celebicus Jabl. (1915)
- Cleistanthus chlorocarpus Airy Shaw (1978)
- Cleistanthus collinus (Roxb.) Benth. ex Hook.f. (1887)
- Cleistanthus concinnus Croizat (1942)
- Cleistanthus contractus Airy Shaw (1971)
- Cleistanthus coriaceus Airy Shaw (1968)
- Cleistanthus cunninghamii (Müll.Arg.) Müll.Arg. (1866)
- Cleistanthus curtisii Jabl. (1915)
- Cleistanthus dallachyanus (Baill.) Benth. (1873)
- Cleistanthus decurrens Hook.f. (1887)
- Cleistanthus denudatus Airy Shaw (1968)
- Cleistanthus discolor Summerh. (1928)
- Cleistanthus diversifolius (Roxb.) Müll.Arg. (1866)
- Cleistanthus dolichophyllus Airy Shaw (1978)
- Cleistanthus duvipermaniorum J.Léonard (1960)
- Cleistanthus eberhardtii (Gagnep.) Croizat (1942)
- Cleistanthus ellipticus Hook.f. (1887)
- Cleistanthus elongatus Jabl. (1915)
- Cleistanthus erycibifolius Airy Shaw (1966 publ. 1967)
- Cleistanthus everettii C.B.Rob., Philipp. J. Sci. (1908)
- Cleistanthus evrardii J.Léonard (1960)
- Cleistanthus ferrugineus (Thwaites) Müll.Arg. (1866)
- Cleistanthus flavescens Jabl. (1915)
- Cleistanthus floricola Airy Shaw (1978)
- Cleistanthus gabonensis Hutch. (1912)
- Cleistanthus glaber Airy Shaw (1968)
- Cleistanthus glabratus Jabl. (1915)
- Cleistanthus glandulosus Jabl. (1915)
- Cleistanthus gracilis Hook.f. (1887)
- Cleistanthus helferi Hook.f. (1887)
- Cleistanthus hirsutopetalus Gage (1914)
- Cleistanthus hirsutulus Hook.f. (1887)
- Cleistanthus hylandii Airy Shaw (1976)
- Cleistanthus indochinensis Merr. ex Croizat (1942)
- Cleistanthus inglorius Airy Shaw (1978)
- Cleistanthus insignis Airy Shaw (1966 publ. 1967)
- Cleistanthus insularis Kaneh. (1933)
- Cleistanthus inundatus J.Léonard (1960)
- Cleistanthus isabellinus Elmer (1910)
- Cleistanthus itsoghensis Pellegr. (1928)
- Cleistanthus jacobsianus Airy Shaw (1978)
- Cleistanthus kingii Jabl. (1915)
- Cleistanthus kwangensis J.Léonard (1960)
- Cleistanthus langkawiensis Airy Shaw (1978)
- Cleistanthus lanuginosus Jabl. (1915)
- Cleistanthus letouzeyi J.Léonard, Adansonia, n.s. (1963)
- Cleistanthus libericus N.E.Br., J. Linn. Soc. (1905)
- Cleistanthus longinervis Airy Shaw (1974)
- Cleistanthus macrophyllus Hook.f. (1887)
- Cleistanthus maingayi Hook.f. (1887)
- Cleistanthus major Airy Shaw (1971)
- Cleistanthus malabaricus (Müll.Arg.) Müll.Arg. (1866)
- Cleistanthus malaccensis Hook.f. (1887)
- Cleistanthus meeboldii Jabl. (1915)
- Cleistanthus megacarpus C.B.Rob., Philipp. J. Sci. (1911)
- Cleistanthus membranaceus Hook.f. (1887)
- Cleistanthus micranthus Croizat (1945)
- Cleistanthus monoicus (Lour.) Müll.Arg. (1866)
- Cleistanthus morii Kaneh. (1932)
- Cleistanthus namatanaiensis Jabl. (1915)
- Cleistanthus ngounyensis Pellegr. (1928)
- Cleistanthus nitidus Hook.f. (1887)
- Cleistanthus nokrensis B.Singh (2014)
- Cleistanthus normanbyanus Airy Shaw (1978)
- Cleistanthus oblongatus Airy Shaw (1978)
- Cleistanthus oblongifolius (Roxb.) Müll.Arg. (1866)
- Cleistanthus occidentalis (Leandri) Leandri (1957)
- Cleistanthus pallidus (Thwaites) Müll.Arg. (1866)
- Cleistanthus papuanus (Lauterb.) Jabl. (1915)
- Cleistanthus papyraceus Airy Shaw (1968)
- Cleistanthus parvifolius Hook.f. (1887)
- Cleistanthus patulus (Roxb.) Müll.Arg. (1866)
- Cleistanthus paxii Jabl. (1915)
- Cleistanthus pedicellatus Hook.f. (1887)
- Cleistanthus peninsularis Airy Shaw & B.Hyland (1980)
- Cleistanthus perrieri Leandri (1957)
- Cleistanthus petelotii Merr. ex Croizat (1942)
- Cleistanthus pierlotii J.Léonard (1960)
- Cleistanthus pierrei (Gagnep.) Croizat (1942)
- Cleistanthus pilosus C.B.Rob., Philipp. J. Sci. (1911)
- Cleistanthus podocarpus Hook.f. (1887)
- Cleistanthus podopyxis Airy Shaw (1968)
- Cleistanthus polyneurus Airy Shaw (1978)
- Cleistanthus polyphyllus F.N.Williams, Bull. Herb. Boissier, sér. 2 (1905)
- Cleistanthus polystachyus Hook.f. ex Planch. (1848)
  - sous-espèce Cleistanthus polystachyus subsp. milleri (Dunkley) Radcl.-Sm. (1996)
  - sous-espèce Cleistanthus polystachyus subsp. polystachyus
- Cleistanthus praetermissus Gage (1914)
- Cleistanthus pseudopallidus Jabl. (1915)
- Cleistanthus pseudopodocarpus Jabl. (1915)
- Cleistanthus pubens Airy Shaw (1968)
- Cleistanthus pyrrhocarpus Airy Shaw (1968)
- Cleistanthus ripicola J.Léonard (1960)
- Cleistanthus robinsonii Elmer (1910)
- Cleistanthus robustus (Thwaites) Müll.Arg. (1866)
- Cleistanthus rotundatus Jabl. (1915)
- Cleistanthus rufescens Jabl. (1915)
- Cleistanthus rufus (Hook.f.) Gehrm. (1908)
- Cleistanthus salicifolius Airy Shaw (1978)
- Cleistanthus sarawakensis Jabl. (1915)
- Cleistanthus schlechteri (Pax) Hutch. (1915)
  - variété Cleistanthus schlechteri var. pubescens (Hutch.) J.Léonard (1960)
  - variété Cleistanthus schlechteri var. schlechteri
- Cleistanthus semiopacus F.Muell. ex Benth. (1873)
- Cleistanthus stenonia (Baill.) Jabl. (1915)
- Cleistanthus stenophyllus Kurz, J. Asiat. Soc. Bengal, Pt. 2 (1873)
- Cleistanthus stipitatus (Baill.) Müll.Arg. (1866)
- Cleistanthus stipularis (Müll.Arg.) Müll.Arg. (1866)
- Cleistanthus striatus Airy Shaw (1969)
- Cleistanthus suarezensis Leandri (1957)
- Cleistanthus sumatranus (Miq.) Müll.Arg. (1866)
- Cleistanthus tenerifolius Airy Shaw (1982)
- Cleistanthus tomentosus Hance (1877)
- Cleistanthus tonkinensis Jabl. (1915)
- Cleistanthus travancorensis Jabl. (1915)
  - variété Cleistanthus travancorensis var. sankunnianus (Sivar. & Balach.) Udayan & Chakrab. (2012)
  - variété Cleistanthus travancorensis var. travancorensis
- Cleistanthus venosus C.B.Rob., Philipp. J. Sci. (1908)
- Cleistanthus vestitus Jabl. (1915)
- Cleistanthus winkleri Jabl. (1915)
- Cleistanthus xanthopus Airy Shaw (1966 publ. 1867)
- Cleistanthus xerophilus Domin (1927)
- Cleistanthus zenkeri Jabl. (1915)

Selon NCBI (24 juillet 2017) :
- Cleistanthus collinus
- Cleistanthus concinnus
- Cleistanthus cunninghamii
- Cleistanthus dallachyanus
- Cleistanthus hylandii
- Cleistanthus oblongifolius
- Cleistanthus perrieri
- Cleistanthus petelotii
- Cleistanthus polystachyus
- Cleistanthus schlechteri
- Cleistanthus suarezensis
- Cleistanthus sumatranus
- Cleistanthus tomentosus

Selon The Plant List (24 juillet 2017) :
- Cleistanthus acuminatus (Thwaites) Müll.Arg.
- Cleistanthus andamanicus N.Balach., Gastmans & Chakrab.
- Cleistanthus angustifolius Merr.
- Cleistanthus annamensis Gagnep.
- Cleistanthus apodus Benth.
- Cleistanthus bakonensis Airy Shaw
- Cleistanthus balakrishnanii Chakrab.
- Cleistanthus baramicus Jabl.
- Cleistanthus beccarianus Jabl.
- Cleistanthus bipindensis Pax
- Cleistanthus boivinianus (Baill.) Müll.Arg.
- Cleistanthus bracteosus Jabl.
- Cleistanthus brideliifolius C.B.Rob.
- Cleistanthus capuronii Leandri
- Cleistanthus carolinianus Jabl.
- Cleistanthus caudatus Pax
- Cleistanthus celebicus Jabl.
- Cleistanthus chlorocarpus Airy Shaw
- Cleistanthus collinus (Roxb.) Benth. ex Hook.f.
- Cleistanthus concinnus Croizat
- Cleistanthus contractus Airy Shaw
- Cleistanthus coriaceus Airy Shaw
- Cleistanthus cunninghamii (Müll.Arg.) Müll.Arg.
- Cleistanthus curtisii Jabl.
- Cleistanthus dallachyanus (Baill.) Benth.
- Cleistanthus decurrens Hook.f.
- Cleistanthus denudatus Airy Shaw
- Cleistanthus discolor Summerh.
- Cleistanthus diversifolius (Roxb.) Müll.Arg.
- Cleistanthus dolichophyllus Airy Shaw
- Cleistanthus duvipermaniorum J.Léonard
- Cleistanthus eberhardtii (Gagnep.) Croizat
- Cleistanthus ellipticus Hook.f.
- Cleistanthus elongatus Jabl.
- Cleistanthus erycibifolius Airy Shaw
- Cleistanthus everettii C.B.Rob.
- Cleistanthus evrardii J.Léonard
- Cleistanthus ferrugineus (Thwaites) Müll.Arg.
- Cleistanthus flavescens Jabl.
- Cleistanthus floricola Airy Shaw
- Cleistanthus gabonensis Hutch.
- Cleistanthus glaber Airy Shaw
- Cleistanthus glabratus Jabl.
- Cleistanthus glandulosus Jabl.
- Cleistanthus gracilis Hook.f.
- Cleistanthus helferi Hook.f.
- Cleistanthus hirsutipetalus Gage
- Cleistanthus hirsutulus Hook.f.
- Cleistanthus hylandii Airy Shaw
- Cleistanthus indochinensis Merr. ex Croizat
- Cleistanthus inglorius Airy Shaw
- Cleistanthus insignis Airy Shaw
- Cleistanthus insularis Kaneh.
- Cleistanthus inundatus J.Léonard
- Cleistanthus isabellinus Elmer
- Cleistanthus itsoghensis Pellegr.
- Cleistanthus jacobsianus Airy Shaw
- Cleistanthus kingii Jabl.
- Cleistanthus kwangensis J.Léonard
- Cleistanthus langkawiensis Airy Shaw
- Cleistanthus lanuginosus Jabl.
- Cleistanthus letouzeyi J.Léonard
- Cleistanthus libericus N.E.Br.
- Cleistanthus longinervis Airy Shaw
- Cleistanthus macrophyllus Hook.f.
- Cleistanthus maingayi Hook.f.
- Cleistanthus major Airy Shaw
- Cleistanthus malabaricus (Müll.Arg.) Müll.Arg.
- Cleistanthus malaccensis Hook.f.
- Cleistanthus meeboldii Jabl.
- Cleistanthus megacarpus C.B.Rob.
- Cleistanthus membranaceus Hook.f.
- Cleistanthus micranthus Croizat
- Cleistanthus monoicus (Lour.) Müll.Arg.
- Cleistanthus morii Kaneh.
- Cleistanthus namatanaiensis Jabl.
- Cleistanthus ngounyensis Pellegr.
- Cleistanthus nitidus Hook.f.
- Cleistanthus normanbyanus Airy Shaw
- Cleistanthus oblongatus Airy Shaw
- Cleistanthus oblongifolius (Roxb.) Müll.Arg.
- Cleistanthus occidentalis (Leandri) Leandri
- Cleistanthus pallidus (Thwaites) Müll.Arg.
- Cleistanthus papuanus (Lauterb.) Jabl.
- Cleistanthus papyraceus Airy Shaw
- Cleistanthus parvifolius Hook.f.
- Cleistanthus patulus (Roxb.) Müll.Arg.
- Cleistanthus paxii Jabl.
- Cleistanthus pedicellatus Hook.f.
- Cleistanthus peninsularis Airy Shaw & B.Hyland
- Cleistanthus perrieri Leandri
- Cleistanthus petelotii Merr. ex Croizat
- Cleistanthus pierlotii J.Léonard
- Cleistanthus pierrei (Gagnep.) Croizat
- Cleistanthus pilosus C.B.Rob.
- Cleistanthus podocarpus Hook.f.
- Cleistanthus podopyxis Airy Shaw
- Cleistanthus polyneurus Airy Shaw
- Cleistanthus polyphyllus F.N.Williams
- Cleistanthus polystachyus Hook.f. ex Planch.
- Cleistanthus praetermissus Gage
- Cleistanthus pseudopallidus Jabl.
- Cleistanthus pseudopodocarpus Jabl.
- Cleistanthus pubens Airy Shaw
- Cleistanthus pyrrhocarpus Airy Shaw
- Cleistanthus ripicola J.Léonard
- Cleistanthus robinsonii Elmer
- Cleistanthus robustus (Thwaites) Müll.Arg.
- Cleistanthus rotundatus Jabl.
- Cleistanthus rufescens Jabl.
- Cleistanthus rufus (Hook.f.) Gehrm.
- Cleistanthus salicifolius Airy Shaw
- Cleistanthus sankunnianus Sivar. & Balach.
- Cleistanthus sarawakensis Jabl.
- Cleistanthus schlechteri (Pax) Hutch.
- Cleistanthus semiopacus F.Muell. ex Benth.
- Cleistanthus stenonia (Baill.) Jabl.
- Cleistanthus stenophyllus Kurz
- Cleistanthus stipitatus (Baill.) Müll.Arg.
- Cleistanthus stipularis (Müll.Arg.) Müll.Arg.
- Cleistanthus striatus Airy Shaw
- Cleistanthus suarezensis Leandri
- Cleistanthus sumatranus (Miq.) Müll.Arg.
- Cleistanthus tenerifolius Airy Shaw
- Cleistanthus tomentosus Hance
- Cleistanthus tonkinensis Jabl.
- Cleistanthus travancorensis Jabl.
- Cleistanthus venosus C.B.Rob.
- Cleistanthus vestitus Jabl.
- Cleistanthus winkleri Jabl.
- Cleistanthus xanthopus Airy Shaw
- Cleistanthus xerophilus Domin
- Cleistanthus zenkeri Jabl.

Selon Tropicos (24 juillet 2017) (Attention liste brute contenant possiblement des synonymes) :
- Cleistanthus acuminatissimus Merr.
- Cleistanthus acuminatus (Thwaites) Müll. Arg.
- Cleistanthus albidiscus Ridl.
- Cleistanthus amaniensis Jabl.
- Cleistanthus angolensis Welw. ex Müll. Arg.
- Cleistanthus angularis Kaneh.
- Cleistanthus angustifolius Merr.
- Cleistanthus annamensis Gagnep.
- Cleistanthus anomalus Merr. & Metcalf
- Cleistanthus apetalus S. Moore
- Cleistanthus apiculatus C.B. Rob.
- Cleistanthus apodus Benth.
- Cleistanthus bakonensis Airy Shaw
- Cleistanthus balakrishnanii Chakrab.
- Cleistanthus bambidianus Breteler
- Cleistanthus baramicus Jabl.
- Cleistanthus barrosii Merr.
- Cleistanthus beccarianus Jabl.
- Cleistanthus beentjei Q. Luke
- Cleistanthus bipindensis Pax
- Cleistanthus blancoi Rolfe
- Cleistanthus boivinianus (Baill.) Müll. Arg.
- Cleistanthus borneensis Jabl.
- Cleistanthus bracteosus Jabl.
- Cleistanthus brideliifolius C.B. Rob.
- Cleistanthus camerunensis J. Léonard
- Cleistanthus capuronii Leandri
- Cleistanthus carolinianus Jabl.
- Cleistanthus castus S. Moore
- Cleistanthus caudatus Pax ex De Wild. & T. Durand
- Cleistanthus celebicus Jabl.
- Cleistanthus chartaceus Müll. Arg.
- Cleistanthus chlorocarpus Airy Shaw
- Cleistanthus cochinchinae Jabl.
- Cleistanthus collinus (Roxb.) Benth.
- Cleistanthus concinnus Croizat
- Cleistanthus contractus Airy Shaw
- Cleistanthus coriaceus Airy Shaw
- Cleistanthus cunninghamii (Müll. Arg.) Müll. Arg.
- Cleistanthus cupreus Vidal
- Cleistanthus curtisii Jabl.
- Cleistanthus dallachyanus (Baill.) Benth.
- Cleistanthus dasyphyllus F.N. Williams
- Cleistanthus decipiens C.B. Rob.
- Cleistanthus decurrens Hook. f.
- Cleistanthus densiflorus C.T. White
- Cleistanthus denudatus Airy Shaw
- Cleistanthus dichotomus J.J. Sm.
- Cleistanthus discolor Summerh.
- Cleistanthus diversifolius (Roxb.) Müll. Arg.
- Cleistanthus dolichophyllus Airy Shaw
- Cleistanthus dongfangensis (P.T. Li) H.S. Kiu
- Cleistanthus dubius Ridl.
- Cleistanthus duvipermaniorum J. Léonard
- Cleistanthus eberhardtii (Gagnep.) Croizat
- Cleistanthus eburneus Gagnep.
- Cleistanthus ellipticus Hook. f.
- Cleistanthus elmeri Merr.
- Cleistanthus elongatus Jabl.
- Cleistanthus erycibifolius Airy Shaw
- Cleistanthus euphlebius Merr.
- Cleistanthus everettii C.B. Rob.
- Cleistanthus evrardii J. Léonard
- Cleistanthus ferrugineus (Thwaites) Müll. Arg.
- Cleistanthus ferugineus Fern.-Vill.
- Cleistanthus flavescens Jabl.
- Cleistanthus floricola Airy Shaw
- Cleistanthus gabonensis Hutch.
- Cleistanthus glaber Airy Shaw
- Cleistanthus glabratus Jabl.
- Cleistanthus glandulosus Jabl.
- Cleistanthus glaucus Hiern
- Cleistanthus gracilis Hook. f.
- Cleistanthus helferi Hook. f.
- Cleistanthus heterophyllus Hook. f.
- Cleistanthus hirsutipetalus Gage
- Cleistanthus hirsutulus Hook. f.
- Cleistanthus holtzii Pax
- Cleistanthus hylandii Airy Shaw
- Cleistanthus indochinensis Merr. ex Croizat
- Cleistanthus inglorius Airy Shaw
- Cleistanthus insignis Airy Shaw
- Cleistanthus insularis Kaneh.
- Cleistanthus integer C.B. Rob.
- Cleistanthus inundatus J. Léonard
- Cleistanthus isabellinus Elmer
- Cleistanthus itsoghensis Pellegr.
- Cleistanthus jacobsianus Airy Shaw
- Cleistanthus johnsonii Hutch.
- Cleistanthus kasaiensis J. Léonard
- Cleistanthus kingii Jabl.
- Cleistanthus kwangensis J. Léonard
- Cleistanthus laevigatus Jabl.
- Cleistanthus laevis Hook. f.
- Cleistanthus lanceolatus Müll. Arg.
- Cleistanthus lancifolius Hook. f.
- Cleistanthus langkawiensis Airy Shaw
- Cleistanthus lanuginosus Jabl.
- Cleistanthus letouzeyi J. Léonard
- Cleistanthus libericus N.E. Br.
- Cleistanthus longinervis Airy Shaw
- Cleistanthus longipedicellatus Merr.
- Cleistanthus macrophyllus Hook. f.
- Cleistanthus maingayi Hook. f.
- Cleistanthus major Airy Shaw
- Cleistanthus malabaricus (Müll. Arg.) Müll. Arg.
- Cleistanthus malaccensis Hook. f.
- Cleistanthus mattangensis Jabl.
- Cleistanthus meeboldii Jabl.
- Cleistanthus megacarpus C.B. Rob.
- Cleistanthus membranaceus Hook. f.
- Cleistanthus michelsonii J. Léonard
- Cleistanthus micranthus Croizat
- Cleistanthus mildbraedii Jabl.
- Cleistanthus milleri Dunkley
- Cleistanthus minahassae Koord.
- Cleistanthus mindanaensis C.B. Rob.
- Cleistanthus minutiflorus Ridl.
- Cleistanthus misamisensis C.B. Rob.
- Cleistanthus monocarpus R.I. Milne
- Cleistanthus monoicus (Lour.) Muell.-Arg. in A. DC.
- Cleistanthus morii Kaneh.
- Cleistanthus myrianthoides C.B. Rob.
- Cleistanthus myrianthus (Hassk.) Kurz
- Cleistanthus namatanaiensis Jabl.
- Cleistanthus ngounyensis Pellegr.
- Cleistanthus nitidus Hook. f.
- Cleistanthus normanbyanus Airy Shaw
- Cleistanthus oblongatus Airy Shaw
- Cleistanthus oblongifolius (Roxb.) Müll. Arg.
- Cleistanthus occidentalis (Leandri) Leandri
- Cleistanthus oligophlebius Merr.
- Cleistanthus orgyialis (Blanco) Merr.
- Cleistanthus ovatus C.B. Rob.
- Cleistanthus pallidus (Thwaites) Müll. Arg.
- Cleistanthus papuanus (Lauterb.) Jabl.
- Cleistanthus papyraceus Airy Shaw
- Cleistanthus parvifolius Hook. f.
- Cleistanthus patulus (Roxb.) Müll. Arg.
- Cleistanthus paxii Jabl.
- Cleistanthus pedicellatus Hook. f.
- Cleistanthus penangensis Jabl.
- Cleistanthus peninsularis Airy Shaw & B. Hyland
- Cleistanthus perakensis (Jabl.) Gage ex Ridl.
- Cleistanthus perrieri Leandri
- Cleistanthus petelotii Merr. ex Croizat
- Cleistanthus pierlotii J. Léonard
- Cleistanthus pierrei (Gagnep.) Croizat
- Cleistanthus pilosus C.B. Rob.
- Cleistanthus podocarpus Hook. f.
- Cleistanthus podopyxis Airy Shaw
- Cleistanthus polyneurus Airy Shaw
- Cleistanthus polyphyllus F.N. Williams
- Cleistanthus polystachyus Hook. f. ex Planch.
- Cleistanthus praetermissus Gage
- Cleistanthus pseudocanescens Elmer
- Cleistanthus pseudocinereus Elmer
- Cleistanthus pseudomyrianthus Jabl.
- Cleistanthus pseudopallidus Jabl.
- Cleistanthus pseudopodocarpus Jabl.
- Cleistanthus pubens Airy Shaw
- Cleistanthus pyrrhocarpus Airy Shaw
- Cleistanthus quadrifidus C.B. Rob.
- Cleistanthus racemosus Pierre ex Hutch.
- Cleistanthus ripicola J. Léonard
- Cleistanthus robinsonii Elmer
- Cleistanthus robustus (Thwaites) Müll. Arg.
- Cleistanthus rotundatus Jabl.
- Cleistanthus rufescens Jabl.
- Cleistanthus rufus (Hook. f.) Gehrm.
- Cleistanthus saichikii Merr.
- Cleistanthus salicifolius Airy Shaw
- Cleistanthus samarensis Merr.
- Cleistanthus sankunnianus Sivar. & Balach.
- Cleistanthus sarawakensis Jabl.
- Cleistanthus schlechteri (Pax) Hutch.
- Cleistanthus semiopacus F. Muell. ex Benth.
- Cleistanthus siamensis Craib
- Cleistanthus stenonia (Baill.) Jabl.
- Cleistanthus stenophyllus Kurz
- Cleistanthus stipitatus (Baill.) Müll. Arg.
- Cleistanthus stipularis (Kuntze) Müll. Arg.
- Cleistanthus stipulatus Hook. f.
- Cleistanthus striatus Airy Shaw
- Cleistanthus suarezensis Leandri
- Cleistanthus subcordatus (J.J. Sm.) Jabl.
- Cleistanthus subglaucus Thwaites ex Trimen
- Cleistanthus subpallidus Thwaites ex Hook. f.
- Cleistanthus sumatranus (Miq.) Müll. Arg.
- Cleistanthus tenerifolius Airy Shaw
- Cleistanthus tomentosus Hance
- Cleistanthus tonkinensis Jabl.
- Cleistanthus travancorensis Jabl.
- Cleistanthus trichocarpa Ridl.
- Cleistanthus venosus C.B. Rob.
- Cleistanthus vestitus Jabl.
- Cleistanthus vidalii C.B. Rob.
- Cleistanthus willmannianus J. Léonard
- Cleistanthus winkleri Jabl.
- Cleistanthus xanthopus Airy Shaw
- Cleistanthus xerophilus Domin
- Cleistanthus zenkeri Jabl.